# Câlnic, Alba
Câlnic (în dialectul săsesc Kellenk sau Kalengk, în germană Kelling, în maghiară Kelnek) este satul de reședință al comunei cu același nume din județul Alba, Transilvania, România.

## Generalități
Numele așezării provine din slavul "kal" sau "kalinik" (=lut, lutos, ung. sáros hely), fiind preluat, mai întâi, de români sau de unguri, de la care l-au preluat ulterior sașii. Numele săsesc al localității este Kelling și vine de la primii stăpâni, familia nobililor Kelling. La fel ca și alte familii de sași, aceștia au devenit probabil din greavi niște adevărați comiți. Greavii de Câlnic sunt menționați încă din 1267, 1269 și 1309. Cetatea a fost restaurată între 1962-1964, iar astăzi a fost transformată într-un centru cultural știintific internațional. Unul greavii de Câlnic cu numele său de Chyl de Kelling, a construit la mijlocul secolului al XIII-lea donjonul de la Câlnic și îl folosea drept locuință. Chyl a cumpărat apoi Blajul, iar urmașii lui au continuat să cumpere satul Cut, Vingardul și multe alte teritorii. 
La Câlnic a fost descoperit și material preistoric, precum și vagi urme medievale din secolele XI-XII, dar așezarea medievală propriu-zisă datează din secolele XII-XIII. Nivelul cel mai consistent corespunde consolidării domeniului nobiliar al greavilor (1267).
În anul 1599 Câlnicul a fost jefuit de armatele lui Mihai Viteazul, iar cetatea a fost pustiită.

## Donjonul

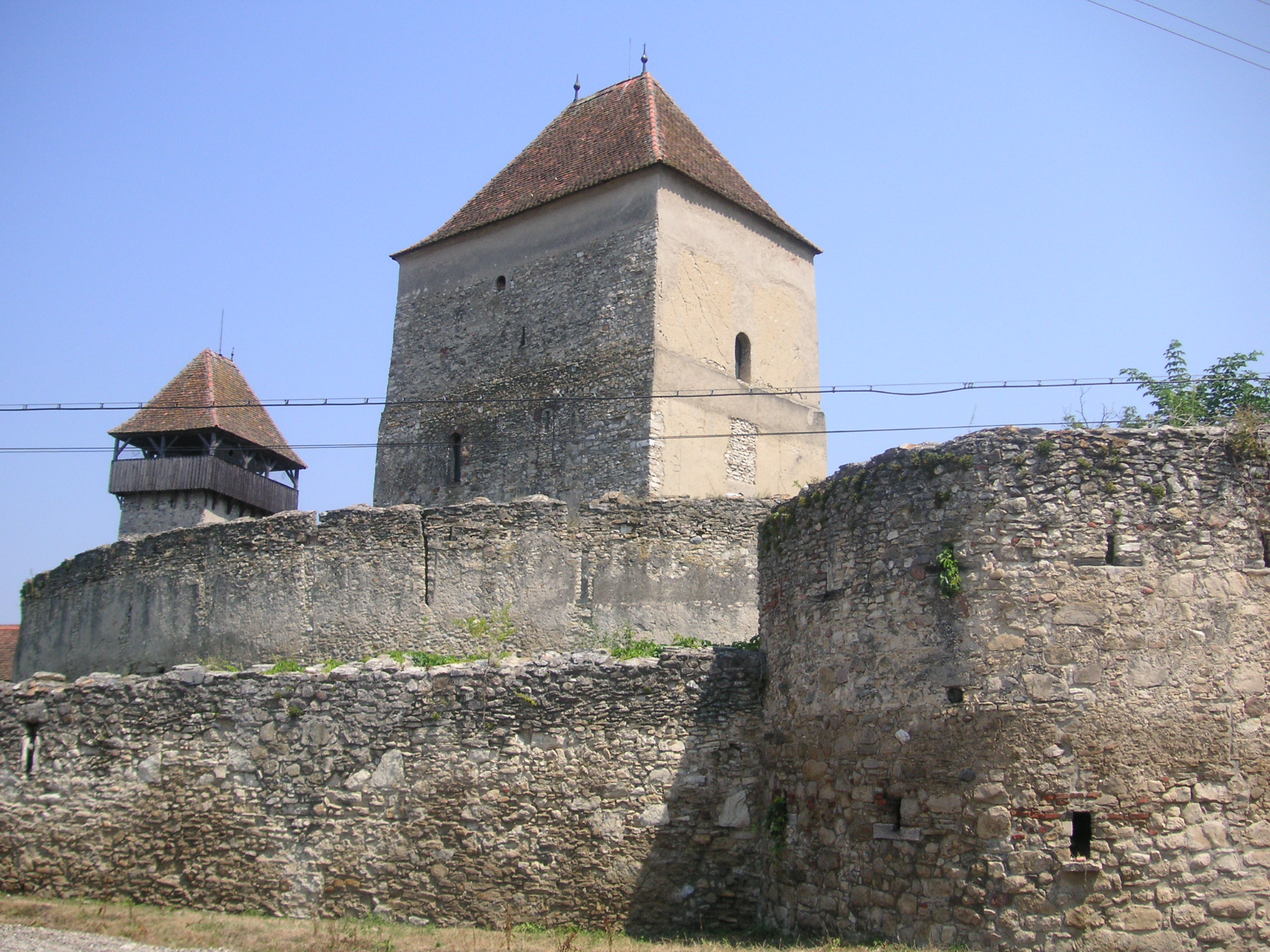
Turn semicircular, dublă incintă, donjonul şi turnul de poartă

Reședința inițială cuprindea prima incintă, un edificiu patrulater de sub capela actuală (probabil un donjon inițial din care s-au ridicat numai fundațiile, fiind repede abandonat). Adrian Andrei Rusu presupune că acesta ar fi fost însă numai un altar rectangular al capelei. Donjonul actual a fost ridicat în jurul anului 1272 și are o formă dreptunghiulară. A fost numit și Turnul Siegfried, iar grosimea zidurilor lui ajunge la un metru. La început avea numai 14 m înălțime, dar a fost ridicat ulterior la 20 m. La parter se afla o pivniță boltită în semicilindru. Aceeași boltă semicilindrică o întâlnim și la primul etaj, iar celelalte niveluri nu mai au boltă, ci tavan. Tot la primul etaj, pe peretele de vest, exista și un șemineu, iar în săpătură au fost descoperite și fragmente de cahle. O dată cu lucrările de restaurare conduse între 1962-1964 a fost descoperit ancadramentul bipartit al unei ferestre, cu câte trei lobi în fiecare dintre cele două părți, care indică o fază gotică timpurie, poate din a doua jumătate a secolului al XIII-lea.

## Prima curtină

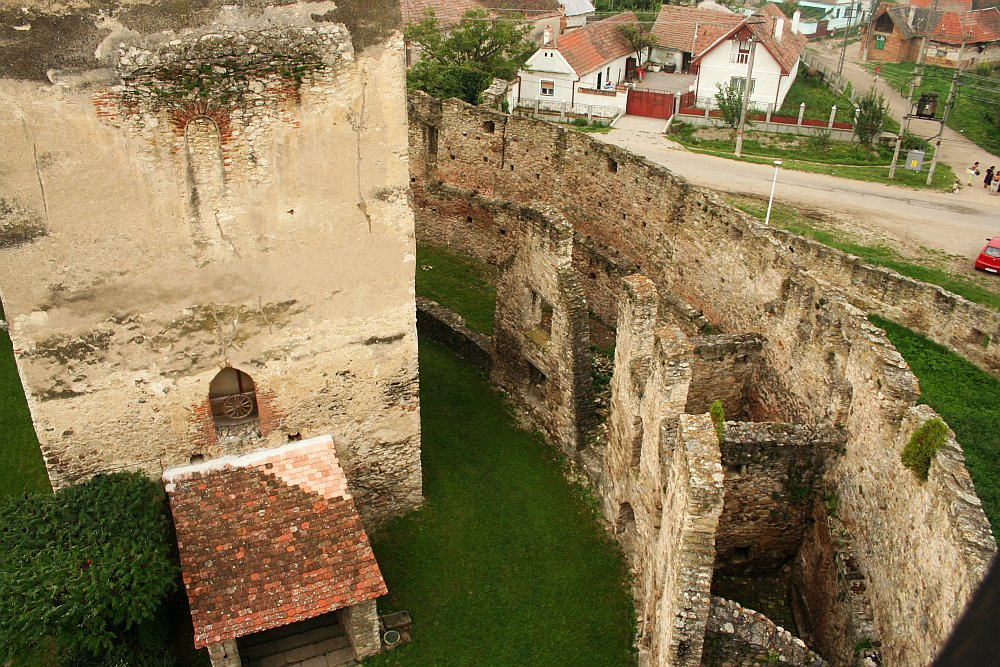
Donjonul şi zidurile cetăţii

Incinta inițială includea spre nord-vest un turn de poartă rectangular, prevăzut cu hersă (ale cărei urme sunt încă vizibile) și completat probabil de un pod mobil. Contemporane cu prima incintă erau probabil și un șanț adânc de 3 m și lat de 10 m, și un turn patrulater de pe latura de sud. Într-o altă etapă, care aparține tot reședinței nobiliare, a fost ridicată capela, datată cu monede din vremea regilor Bela al IV-lea și Ștefan al V-lea. Lucrările de restaurare și decapare au scos la iveală existența într-o primă etapă a trei ferestre dreptunghiulare ușor arcuite în partea superioară pe peretele de vest și una pe peretele sudic. Cele două ferestre gotice, vizibile și astăzi, au fost construite ulterior și datează de la mijlocul secolului al XIV-lea. Pe arcul triumfal se păstrează urmele a două picturi murale succesive, cea mai recentă reprezentând un bust al lui Christos.

## Cetatea țărănească
În secolul al XIV-lea au început o serie de procese de partaj ale posesiunilor greavilor, odată cu decăderea rolului lor politic. În 1388 moare greavul Ioan, ultimul moștenitor pe linie bărbătească, și cetatea intră în posesiunea familiei greavilor de Vingard, moștenitorii pe parte feminină. În 1430 cetatea este vândută de către Johann Geréb de Vingrad comunității săsești, care o cumpără. În a doua jumătate a secolului al XVI-lea fortificația a fost adaptată noilor cerințe, o dată cu răspândirea armelor de foc: este ridicată a doua incintă, în escarpa vechiului șanț, iar donjonul este înălțat cu încă un etaj. Tot atunci se ridică barbacana și turnul-bastion în formă de potcoavă, și se înalță prima curtina primară. În același timp, o dată cu demontarea parțială a drumului de strajă, au fost adosate cămări de provizii pe zidul primei incinte.

## Biserica
La o mică distanță de cetate se află fosta casa parohială evanghelică, construită în secolul al XVI-lea și mărită în 1779. De la ea se ajunge la biserica « din Deal », înconjurată de cimitir. Se presupune că ar fi fost construită în secolul al XIII-lea, dar structura de astăzi datează din secolul al XV-lea, fiind mult modificată în secolul al XIX-lea, fapt care a determinat aspectul actual neogotic. Înăuntru se mai păstrează două tabernacole și portalul gotic al sacristiei.

## Fortificația
În jurul donjonului exista o incintă ovală cu un turn spre sud și cu un turn poartă la nord, iar în jurul curtinei a fost săpat un șanț de apă. Probabil că mâna de lucru era locală, de vreme ce în anul 1291, pe când se făceau lucrări de restaurare la catedrala din Alba Iulia, trei dulgheri sași din împrejurimi au construit căpriorii noului acoperiș. Fortificația de la Câlnic este astăzi pe lista Patrimoniului Mondial UNESCO.

## Cercetarea
Între anii 1961-1964 au fost conduse lucrări de restaurare de către Direcția Monumentelor Istorice, sub coordonarea arhit. Ștefan Balș, în paralel cu săpăturile arheologice desfășurate de Radu Heitel. Din 2003 au fost conduse lucrări de amenajare pentru spațiile expoziționale și pentru cazare, cetatea fiind transformată într-un centru cultural știintific internațional. Singura săpătură arheologică este cea a lui Radu Heitel (1963-1964) și rezultatele cercetărilor sunt majoritatea inedite. În 1996, în timpul lucrărilor edilitare, au mai fost descoperite unele materiale, dar fără context clar. Între aceastea se numără încă un fragment de cahlă și materiale folosite la turnarea unui clopot din sec. XVII-XVIII, descoperite în gangul barbacanei. 

## Galerie de imagini

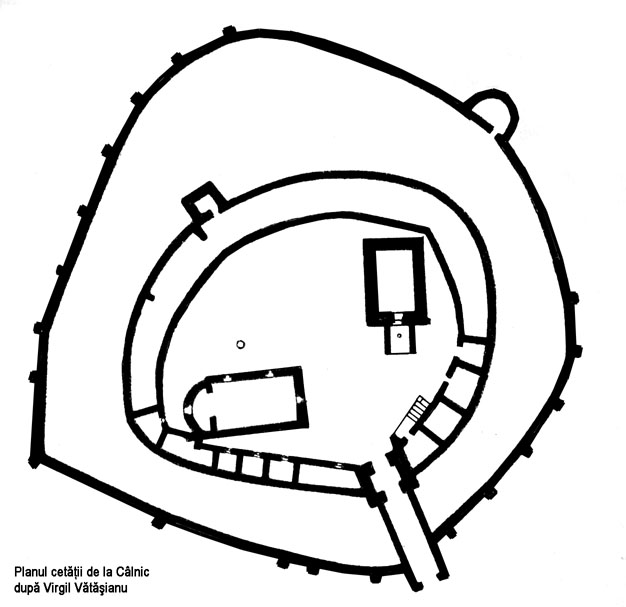
Planul cetății de la Câlnic (după Virgil Vătășianu)
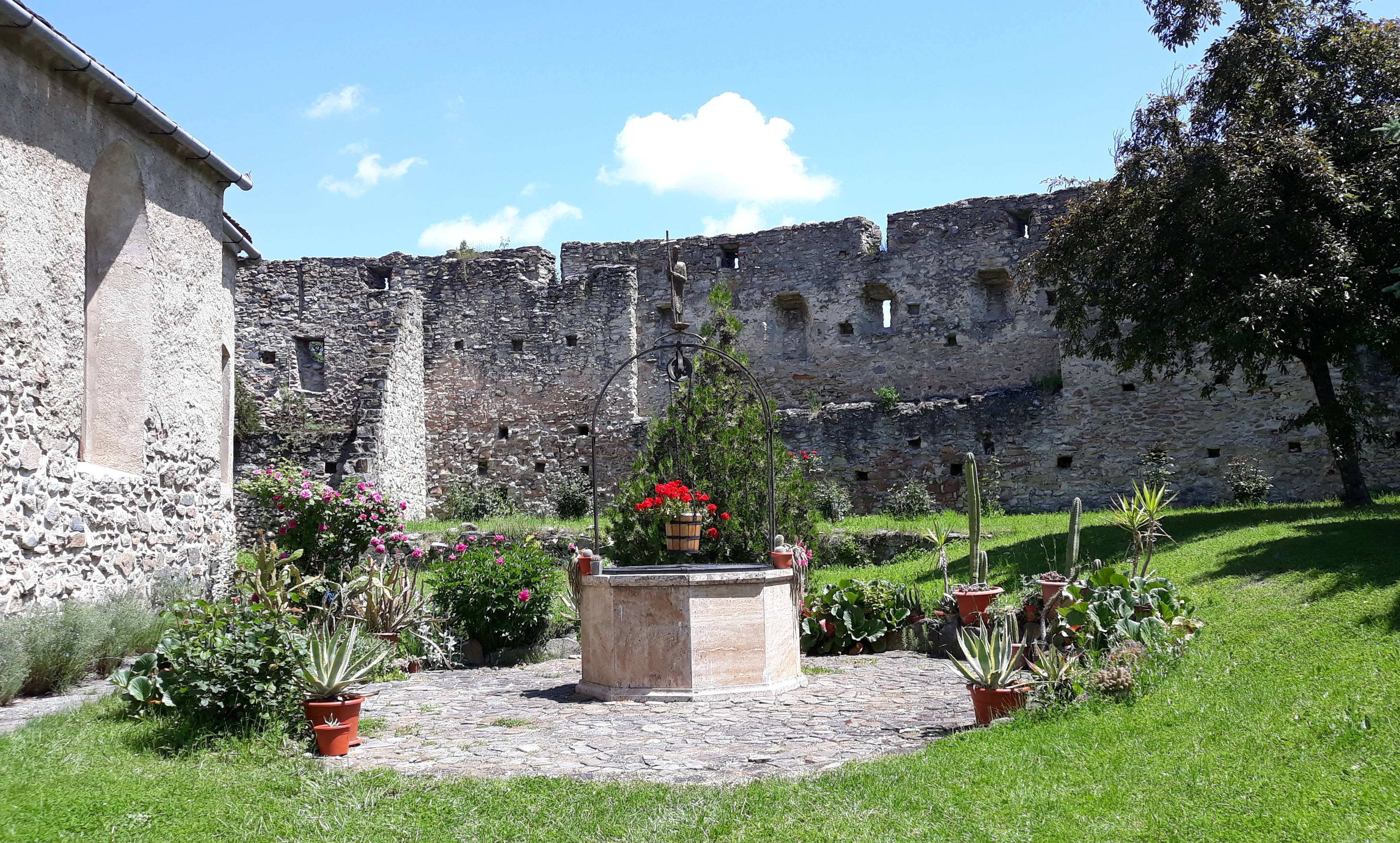
Fântâna din cetatea Câlnic
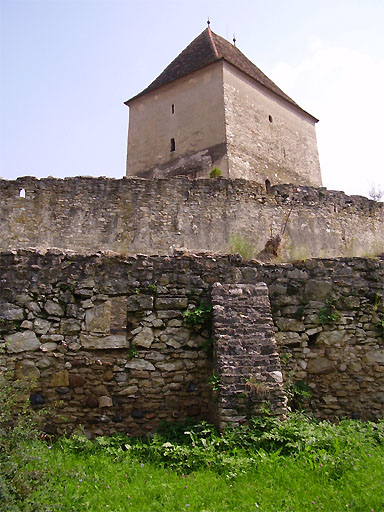
Vedere exterioară a curtinelor, este vizibil un contrafort și donjonul
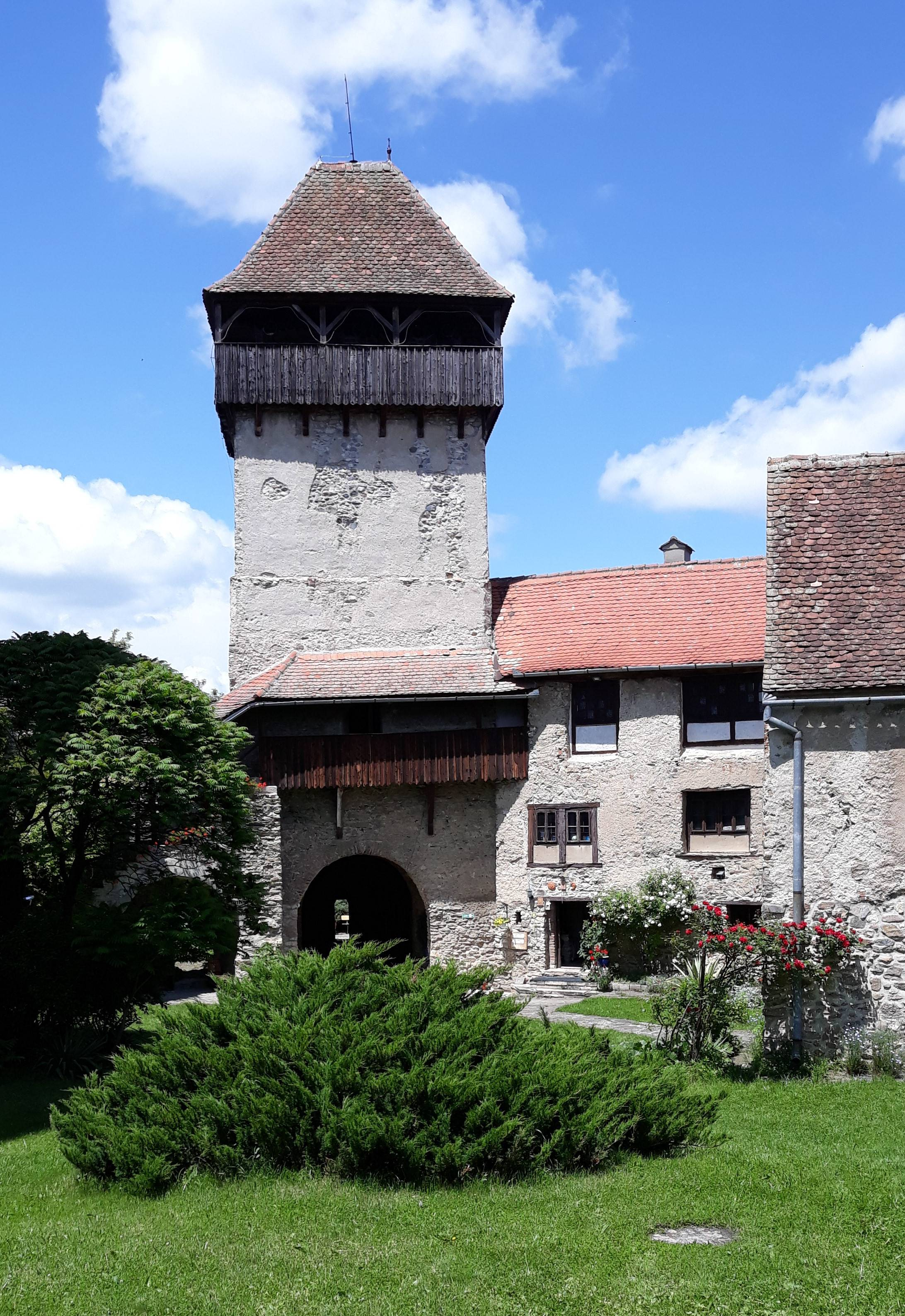
Cetatea Câlnic, turnul porții de intrare (vedere din interior)
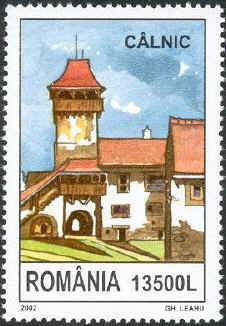
Timbru poștal românesc
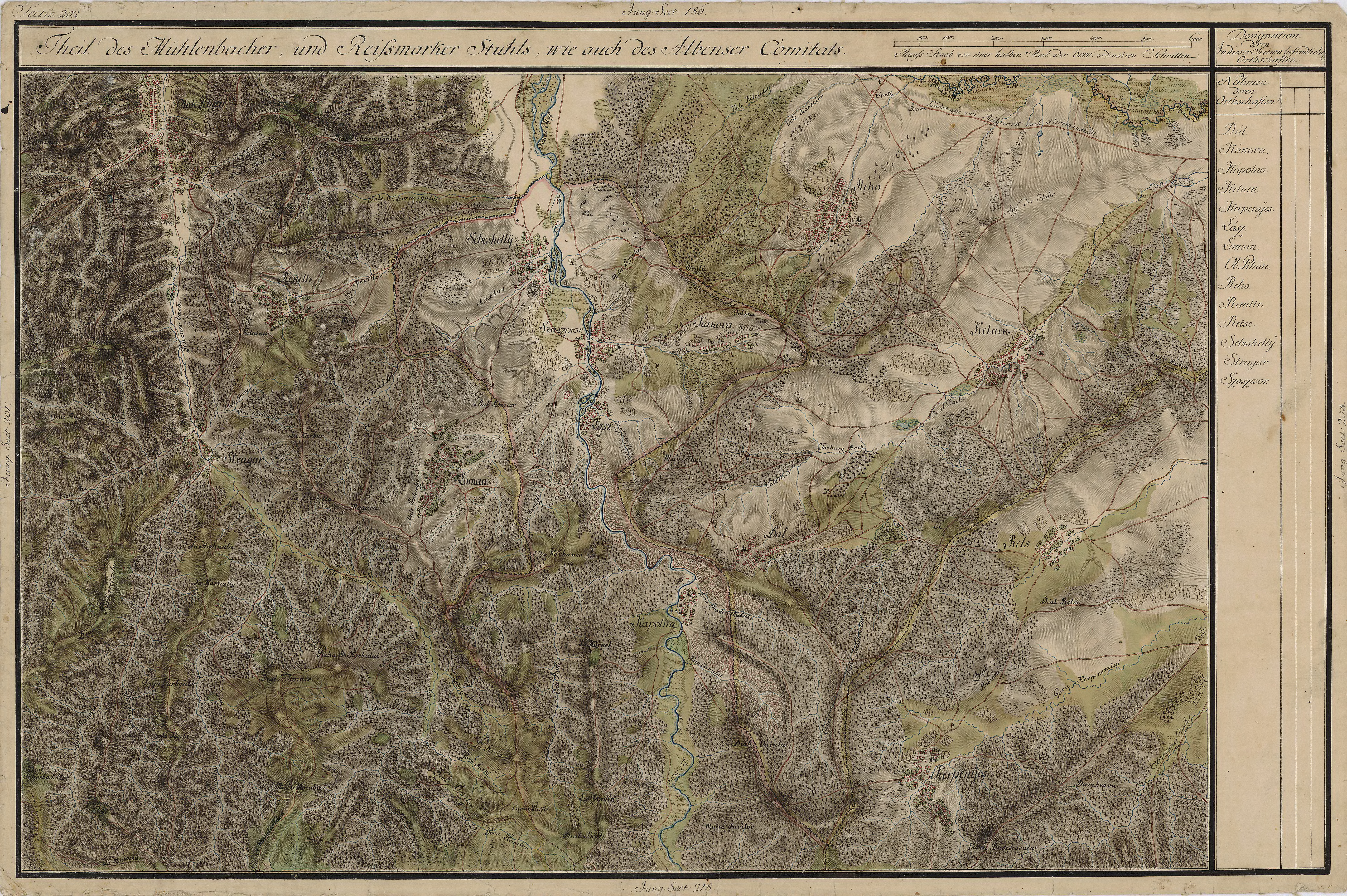
Câlnic în Harta Iosefină a Transilvaniei, 1769-1773